# Album D (Goya)
L’Album D (en espagnol : Álbum D ou Álbum inacabado — « Album inachevé »), est une collection de dessins réalisés par Francisco de Goya à Madrid à une date indéterminée, mais située selon les spécialistes entre 1801 et 1803 pour Gassier ou entre 1819-1823 pour Juliet Wilson-Bareau.

## Description